# Vii
Vii，又名威力棒，是中國广州京仕敦电子科技有限公司生產製造的電子遊戲遊戲機，外观酷似任天堂的Wii，主要针对儿童用户。於2007年12月发售。由于其夸张的宣传和实质不符而广受诟病。

## 基本情况
Vii的主机和手柄的外观都与Wii高度相似，主机尺寸190*150*48毫米，手柄尺寸140*35*34毫米，都略小于wii，主机和手柄的按键布局也与wii基本相同。
Vii的最初零售定价为1280人民币，亦有优惠价799元人民币的版本，主要通过电视购物销售。在广告中，商家主要宣传了Vii是所谓的有独立研发生产的动作感应系统，可以捕捉玩家的身体动作，而且其手柄具有震动功能。而事实上，Vii的手柄只是一只普通手柄，而且也并不具有动作感应功能（這就是它不需要紅外線感應的原因）。另外，Vii是沒有雙打功能的。
有玩家通过拆卸Vii主机发现，其集成电路面积不到体积的1/5，且电路设计十分简单，基座部分还有厂商为了增加主机重量而放入的铁块。
Vii内置12款國際運動游戏，但縱然如此，Vii的12款遊戲除了「網球」、「保齡球」、「高爾夫」、「乒乓球」、「射飛鏢」和「棒球」這6項為真正的「國際運動」外，其他的都只是玩樂性質。游戏的画面则是16位色深，声音为单音道。设计者虽然比较明显地优化了画面，但主机的输出画面质量依然十分低劣。许多游戏设计非常简单：如游戏“保龄球”，玩家不能控制發球的角度方向，只需要控制发球的力度，就可以赢得赛局。
Vii 2代内置11款游戏（取消了「骰子」遊戲）。游戏32bit，画面也提升至800*600分辨率，声音为左右声道。赠送的游戏卡也从7合1提升至25合1。
由於Vii自2007年9月推出以來，一直被批評指為日本任天堂出產之電視遊戲機Wii的仿製品，縱然Vii的製造廠家樂視購一直不肯承認此事，並多次作出有關Vii的版權聲明，但終未能得取電子遊戲玩家的信任，而且Vii現時暫只能透過電視購物廣告才能發售，銷量一直不多。其後，Vii推出第二代電視遊戲機，也被視為又再成一新仿製之作（仿製PS3），而遊戲的種類也相當地少，一直未有動漫發行公司願意推出其作品給Vii，同樣也是只能透過電視購物廣告才能購買（在中國大陸、台灣、新加坡和日本的部份電子遊戲機店也有發售，但全部都是二手貨），自然不被重視。

## 评价
玩家普遍对这种抄袭行为表示抗议。网易在测试Vii后，给出的评价是“拙劣的造工、笨拙的控制、惨不忍睹的画面、弱智的游戏”。Vii发售后，日本的电视台对此做了报道，并将它称为“仿冒品”。日本民间还将Vii戏称为“Chintendo Vii”。